# Martín Hidalgo
Emilio Martín Hidalgo Conde (Lima, 15 giugno 1976) è un ex calciatore peruviano, ex difensore e centrocampista.

## Carriera

### Club
Dopo il periodo nelle giovanili dello Sporting Cristal, debutta in prima divisione peruviana nel 1995.
Nel 1997 si trasferisce in Europa, all'UD Las Palmas, dove gioca la maggior parte della stagione. Nel 1999 torna in Perù, nuovamente allo Sporting Cristal, dove gioca due stagioni.
Nel 2001 passa agli argentini del Vélez Sársfield, dove gioca fino al 2003.
Dopo la stagione 2003 passata al Colón de Santa Fe, torna in Europa, al Saturn in Russia. Dopo 20 presenze nel campionato russo di calcio viene mandato in prestito all'Alianza Lima per la stagione 2004.
Nel 2005 torna in Russia, giusto in tempo per giocare tre partite di campionato, e viene ceduto ai paraguaiani del Club Libertad.
Vinto il titolo nazionale del 2006, viene mandato in prestito in Brasile, prima all'Internacional, poi ai rivali del Grêmio.
Nel 2008 torna in patria, all'Alianza Lima, quindi nel 2010 passa al Cienciano.

### Nazionale
Con la nazionale di calcio peruviana ha giocato 38 partite, segnando 3 reti. Ha partecipato alla Copa América 1997, 2001 e 2004.

## Palmarès

### Club

#### Competizioni nazionali
- Campionato peruviano: 3

Sporting Cristal: 1995, 1996
Alianza Lima: 2004
- Campionato paraguaiano: 1

Club Libertad: 2006

#### Competizioni internazionali
- Mondiale per club: 1

Internacional: 2006
- Coppa Libertadores: 1

Internacional: 2006
- Recopa Sudamericana: 1

Internacional: 2007